# 鹿児島大学病院
鹿児島大学病院（かごしまだいがくびょういん、英語: Kagoshima University Hospital）は鹿児島県鹿児島市桜ケ丘八丁目にある大学病院。医学部と歯学部の附属病院である。2014年の患者数は、医科外来203,152名、歯科外来97,157名、医科入院204,339名、歯科入院10,103名である。

## 診察科
| 医科診療科 - 心臓血管内科 - 心臓血管外科 - 消化器内科 - 消化器外科 - 神経内科 - 脳神経外科 - 呼吸器内科 - 呼吸器外科 - 心身医療科 - 腎臓内科 - 泌尿器科 - 血液・膠原病内科 - 糖尿病・内分泌内科 - 乳腺・内分泌外科 - 神経科精神科 - 小児科 - 小児外科 - 産科 - 婦人科 - 整形外科・リウマチ外科 - 皮膚科 - 眼科 - 耳鼻咽喉科・頭頸部外科 - 放射線科 - 顎顔面放射線科 - 麻酔科 - リハビリテーション科（霧島リハビリテーションセンター） | 歯科診療科 - 歯科麻酔科 - 口腔保健科 - 矯正歯科 - 小児歯科 - 保存科 - 歯周病科 - 冠・ブリッジ科 - 義歯補綴科 - 口腔外科 - 口腔顎顔面外科 |

## 部門・中央診療施設など
| - 薬剤部 - 看護部 - 臨床技術部 - 事務部 - 検査部 - 手術部 - 放射線部 - 医療器材管理部 - 救急部 - 集中治療部 - 輸血部 - 医療情報部 - 周産母子部 - 全身管理歯科治療部 - 歯科総合治療部 - 血液浄化療法部 - 離島へき地医療教育支援室 | - 病理部 - 光学医療診療部 - 歯科技工室 - 病歴管理室 - リハビリテーション室 - 中央採液室 - 臨床心理室 - 歯科総合診療部 - 治験管理部 - 遺伝カウンセリング室 - 卒後臨床研修部 - クォリティ・マネージメント部 - 離島・地域医療連携部 - 医療相談室 - 摂食栄養相談室 - 外来化学療法室 |

## 一般施設
- 売店
- 食堂
- 鹿児島大学医学部内簡易郵便局
- 理美容室
- 軽食・喫茶
- ATM
  - 鹿児島銀行
  - 南日本銀行
- 公衆電話

## 霧島リハビリテーションセンター

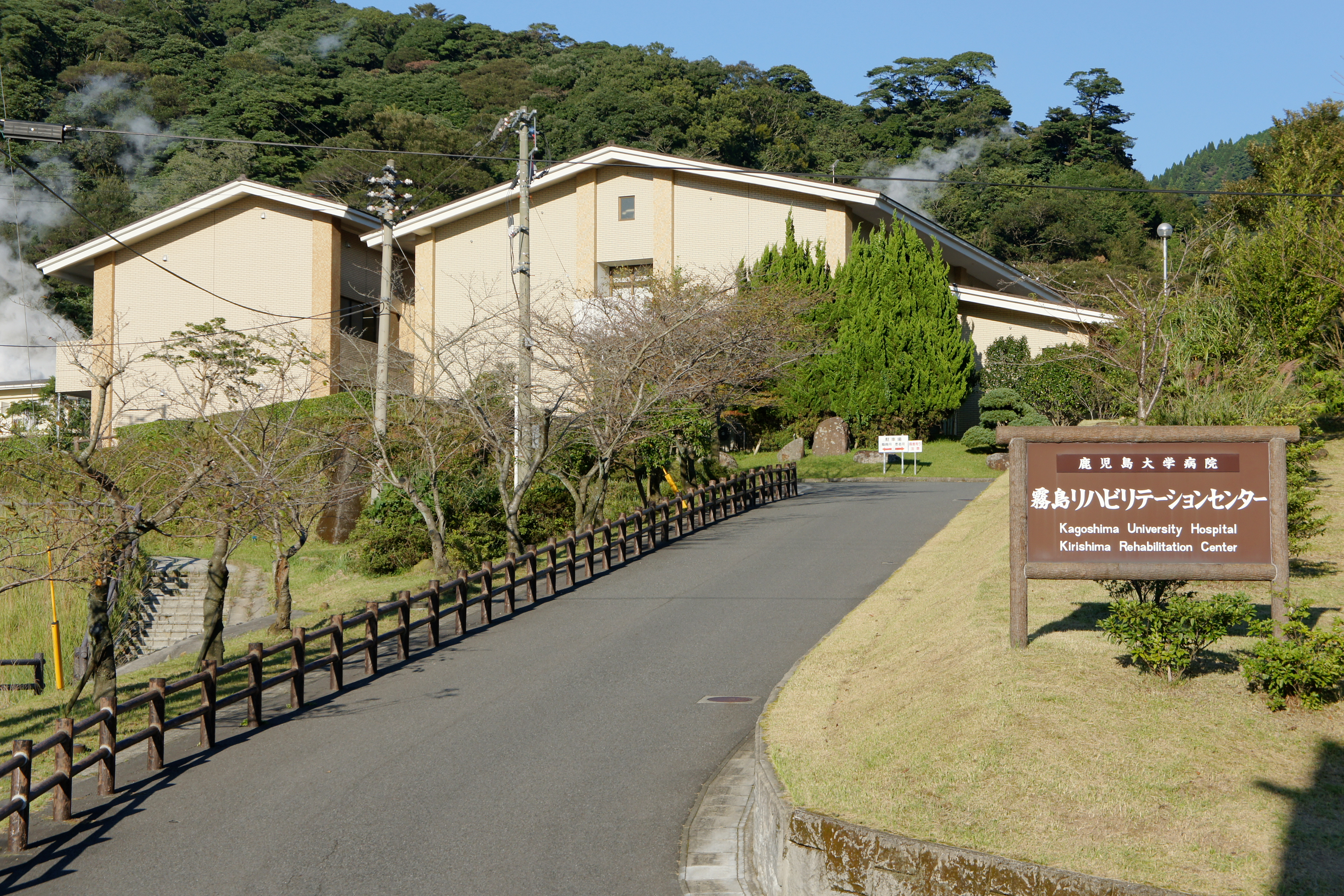
霧島リハビリテーションセンター

霧島市牧園町高千穂3930-7（霧島温泉郷内）にあったリハビリテーション施設。診察も行っていた。病床 50床。
鹿児島大学病院内に機能移転を行ったため、当センターは平成30年3月31日をもって廃止･閉鎖となった。　

## 指定医療
- 都道府県がん診療提携拠点病院
- 特定機能病院

## アクセス

### 所在地等
- 〒890-8520 鹿児島県鹿児島市桜ヶ丘8丁目35番1号

### 交通
- JR九州指宿枕崎線宇宿駅あるいは鹿児島市電脇田電停より、
  - 鹿児島市営バス、鹿児島交通「大学病院前」バス停より徒歩約1分（医科）
  - 鹿児島市営バス、鹿児島交通「歯学部前」バス停より徒歩約1分（歯科）
- 駐車場あり